# Hololepidella arabica
Hololepidella arabica är en ringmaskart som först beskrevs av Monro 1937.  Hololepidella arabica ingår i släktet Hololepidella och familjen Polynoidae. Inga underarter finns listade i Catalogue of Life.